# Kesley Teodoro
Kesley Josué Teodoro (Rolim de Moura, 24 de janeiro de 1993) é um atleta paralímpico brasileiro da classe T12. Representou o Brasil nos Jogos Paralímpicos de Verão de 2016 no Rio de Janeiro, conquistando um quarto lugar.